# Maroneia
Maroneia war eine antike Hafenstadt zwischen Hebros und Nestos, vermutlich das homerische Ismaros. Sie erstreckte sich von dem heutigen Dorf Maronia, südlich von Komotini am Fuße der Rhodopen, bis zur Ägäisküste.

## Das homerische Ismaros
Ismaros war schon in der Odyssee für seinen Wein berühmt. Odysseus erhielt dort von Maron, dem thrakischen Priesterkönig des Apollon, Sohn des Euanthes und König der Kikonen, den berauschenden roten Wein, mit dem er den Kyklopen Polyphem betrunken machte, um ihn zu blenden. Bei Ovid werden Hebros und Strymon als Flüsse im ismarischen (= thrakischen) Land bezeichnet.

## Geographie, Geschichte, Archäologie

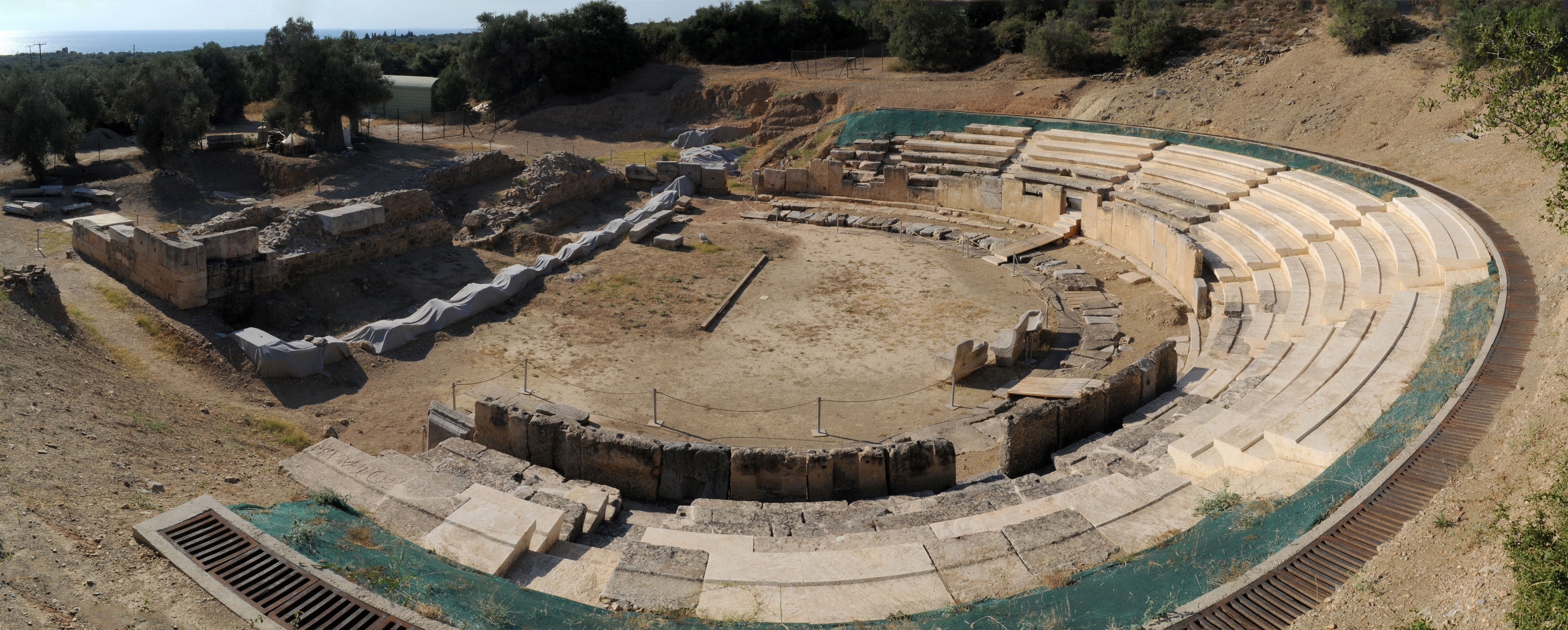
Das antike Theater

Maronia liegt 30 km südöstlich von Komotini und ist ein ländliches Dorf mit noch traditionellen Häusern, es liegt unweit des Ismarida-Sees in einer reizvollen Landschaft inmitten riesiger archäologischer Fundstätten, die bis an die Küste reichen. Die antike Stadt wurde an den Ausläufern des Ismaros-Gebirges (südl. Rhodopen) von Siedlern der Insel Chios im 7. Jahrhundert v. Chr. gegründet. Sie erlebte ihre Blüte im 5. Jahrhundert v. Chr. und zusammen mit Abdera und Aino bildete sie das wichtigste Handelszentrum von Thrakien. In den rötlichen Felsen der Umgebung befinden sich kleine Höhlen. Leicht salzige Seen mit vielen Fischen und Vögeln kennzeichnen die Landschaft. In der Nähe liegt das Fischerdorf von Agios Charalambos.
Die archäologische Stätte von Maronia umfasst ein Gebiet von zwei Kilometern und beinhaltet Überreste der antiken Stadtmauer, ein Theater, ein Heiligtum, das vermutlich Dionysos geweiht war, und Mosaikböden eines Hauses aus dem 3. Jahrhundert v. Chr.
Maroneia war Heimatstadt des antiken griechischen Philosophen Metrokles, der zu den Kynikern gehörte, und seiner Schwester Hipparchia, die ebenfalls Philosophin war.
Die Stadt blieb auch in der Römischen Kaiserzeit und darüber hinaus bis ins byzantinische Mittelalter eine bedeutende Stadt.